# Histoires de sexe(s)
Histoires de sexe(s) és una pel·lícula francesa dirigida per Ovidie i Jack Tyler i estrenada el 2009.
Va ser Classificada X per la Comissió per a la Classificació de les Obres Cinematogràfiques malgrat les protestes dels directors que el van destinar al circuit tradicional amb estrena en sales, convertint-se així en el primer en aquest cas des d' Elle ruisselle sous la caresse (1996). La subcomissió recomanava per unanimitat la prohibició als menors de 18 anys, però la comissió del ple classifica la pel·lícula X. L'ordre de classificació del ministre mai va veure la llum, la sol·licitud de visat d'operació va ser retirada.
El guió d' Histoires de sexe(s) s'inspira en Le Déclin de l'empire américain de Denys Arcand. La pel·lícula reivindica una dimensió pedagògica i ja s'ha presentat en una conferència a la Universitat Bordeus-Montaigne.

## Sinopsi
Es fan dos sopars simultàniament. L'Agathe convida tres amigues, Sandrine, Jennifer i Lise, a casa seva. Mentrestant, Jean-Philippe rep Bertrand, Seb i Franck. Els dos grups es coneixen, alguns tenen una relació, i cada assistent al sopar parla de les seves experiències sexuals des del seu punt de vista. Sovint es comparen els punts de vista d'homes i dones. Molts flashbacks pornogràfics il·lustren el seu punt.
Des del primer moment, Jennifer anuncia que acaba de fer l'amor en un cotxe amb un ex que la conduïa a casa. La Lise s'escandalitza pel que considera exhibicionisme, i rebota en una estadística que li sembla poc creïble: una revista anuncia que hi ha 400.000 swingers a França. Aquesta és una oportunitat perquè Sandrine expliqui a un quartet que va sortir malament amb el seu marit Bertrand i dos desconeguts contactats a Internet...
Jean-Philippe ha preparat un àpat al garam masala pels seus amfitrions, però està preocupat. La seva xicota Caroline continua trucant-lo, però ell li menteix dient-li que no estarà lliure durant la setmana. Aviat confessa al grup que ja no n'està enamorat. En realitat, fantasieja amb la seva mare, Agathe. En Seb, en canvi, presumeix de les seves moltes aventures d'una nit però els seus amics saben que no satisfà realment les seves parelles...

## Repartiment
Membres dels sopars
- Nomi: Agathe
- Leeloo : Sandrine
- Amélie Jolie : Jennifer
- Lou Charmelle: Lise
- Phil Hollyday: Jean-Philippe
- Rico Simmons : Bertrand
- Sebastian Barrio: Seb
- Cruz : Franck

altres personatges
- Judy Minx: Caroline (parella de Jean-Philippe)
- Milka Manson: Camille (parella de Franck)
- Eliska Cross: Elisa (quatre amb Sandrine i Bertrand)
- Klement: Clément (parella a quatre amb Sandrine i Bertrand)
- Dino Toscani: Sergio (parella d'Agathe)
- Sabrina Sweet: Sabrina (parella de Seb)
- Philippe Duroc: el desconegut del cinema (soci de Sandrine)
- Lavandra May: la caixera (company de Seb)
- Kennya: la cambrera del casament (parella de Seb)